# 首都圏ライナー
『首都圏ライナー』（しゅとけんライナー）は、2004年3月28日までテレビ朝日（関東ローカル）にて、毎週日曜日11:45 - 11:50に放送されていた報道番組。1993年4月以降は全国ネット版で『ANNニュースライナー』の名称が廃止されたことに伴い、『首都圏ニュース』に改題されている。

## 概要
かつては平日と土曜日でも11:40 - 11:45に放送されていた。番組の放送開始時期ははっきりしないものの、おおよそ1983年頃より放送されていた。
平日版は1988年4月1日に終了し、翌週4月4日より『ウェザーショー』と番組を統合の上で『ニュースやきたてマドレーヌ』を開始する。土曜日は1993年3月頃まで放送されていた。
土日放送分については関東地方の天気予報を伝えており、このため番組が廃枠されて以降2022年現在でも、昼の『ANNニュース』では天気予報コーナーが存在していない。

## 出演者
高橋真紀子など当時のテレビ朝日アナウンサーが持ち回りで担当。なお、原則的に直後の全国版『ニュースライナー』→『ANNニュース』の担当アナが兼任することはなかった。

## 備考
- 末期まで残った日曜日の放送は、『サンデープロジェクト』と『ANNニュース』（日曜昼）の間に挟まれた時間に放送されていた。
- 2002年10月から2003年3月までは、別のミニ番組が当該時間帯に入った為、関東地方の天気予報のみを放送していたこともある。
- 末期の2003年10月 - 2004年3月までの間はテレビ朝日の六本木ヒルズ移転に伴い、番組タイトルも全国版と同じ『ANNニュース』に改題される。ANNニュース仕様のテロップが使用されていたが、放送上はANNニュースのロゴを出さない場合もあった。